# Cupaniopsis papillosa
Cupaniopsis papillosa är en kinesträdsväxtart som beskrevs av Paul Irwin Forster. Cupaniopsis papillosa ingår i släktet Cupaniopsis och familjen kinesträdsväxter. Inga underarter finns listade i Catalogue of Life.